# Rob Lee
Pour les articles homonymes, voir Rob Lee (homonymie) et Lee.
Rob Lee, né le 1er février 1966 à West Ham à Londres, est un footballeur anglais qui évoluait au poste de milieu de terrain à Newcastle United et dans l'équipe d'Angleterre.
Lee a marqué deux buts lors de ses 21 sélections avec l'équipe d'Angleterre entre 1994 et 1998.

## Carrière
- 1983-1992 : Charlton  Angleterre
- 1992-2001 : Newcastle United  Angleterre
- 2001-2003 : Derby County  Angleterre
- 2003-2005 : West Ham  Angleterre
- 2004-2005 : Oldham Athletic  Angleterre
- 2005-2006 : Wycombe Wanderers  Angleterre [1]

## Palmarès

### En équipe nationale
- 21 sélections et 2 buts avec l'équipe d'Angleterre entre 1995 et 1998.

### Avec Newcastle United
- Vainqueur du Championnat d'Angleterre de football D2 en 1993
- Vice-Champion du Championnat d'Angleterre de football en 1996 et 1997
- Finaliste de la Coupe d'Angleterre de football en 1998 et 1999
- Joueur du mois du championnat d'Angleterre en septembre 1994 et novembre 1995